# Massimiliano Spinola
Massimiliano Spinola (* 10. Juli 1780 in Pézenas; † 12. November 1857 in Tassarolo) war ein italienischer Entomologe.

## Leben
Sein Vorname wird auch Maximilian, Maximilien geschrieben. Er war Graf von Tassarolo und Senator des Königreichs Sardinien (Regno Sardo, ab 1848).
Der Marquis Spinola kam aus dem angesehenen und wohlhabenden Geschlecht Spinola aus Genua und wurde in Frankreich geboren. 1789 zog seine Familie nach Paris, floh aber nach Ausbruch der französischen Revolution nach Genua. Viel von ihrem Reichtum kam aus Landbesitz in Spanien und Südamerika, woher auch Spinola viele Insekten erhielt. 1833 war er aus politischen Gründen auf der Festung Alessandria inhaftiert und auch danach auf Schloss Tassarolo eine Zeitlang unter Überwachung. 1841 besuchte er das dritte Treffen italienischer Wissenschaftler in Florenz, wurde auf dem Treffen im folgenden Jahr in Padua Vizepräsident der Sektion Zoologie und besuchte auch das 8. Treffen 1846 in Genua, war damals aber schon zu krank um aktiv teilzunehmen. Zuletzt war er praktisch erblindet und lebte in Tassarolo. Er starb nach einem Schlaganfall nach einer Operation am Auge.
Er publizierte 53 Arbeiten in Entomologie, aber auch zum Beispiel über die Fische im Golf von Genua. Seine erste entomologische Arbeit erschien 1805, seine letzte 1854 (die Mehrzahl der Arbeiten ist von 1834 bis 1851). Er befasste sich vor allem mit Käfern, Hautflüglern und Schnabelkerfen. Seine Sammlung ist in den Naturkundemuseen von Turin und Pisa.
Spinola war zweimal verheiratet. Aus der ersten Ehe (1801) mit Clelia Durazzo hatte er einen Sohn Agostino († 6. November 1829). Seine Frau starb 1803 an Tuberkulose. 1806 heiratete er seine Cousine Maria Giulia Spinola, mit der er drei Söhne und drei Töchter hatte. Seine zweite Frau starb 1822.

## Mitgliedschaften
Als 1838 La Société Cuvierienne gegründet wurde, war er eines der 140 Gründungsmitglieder der Gesellschaft. Im Oktober 1847 wurde er zum Mitglied der Leopoldina mit dem Beinamen Kirby gewählt.

## Schriften
- Faunae liguisticae fragmenta. Decas Ia, 1805
- Insectorum Liguriae species novae aut rariores, quas in agro Ligustico nuper detexit, descripsit, et iconibus illustravit, 2 Bände, Genua: Gravier 1806, 1808
- Tavola sinottica dei generi spettani all classe degli insetti Arthroidignati, Hemiptera Linn., Latr. - Rhyngota Fab. - Rhynchota Burm. Memoria del Socio Attuale signor Marchese Massimiliano Spinola Modena, Dal tipi delle R.D. Camera. Soc. Ital. Sci., T.25, pt.1, 1850
- Insectos. Orden 7. Himenopteros, Claudio Gay: Historia fisica y politica de Chile. Zoologia. Band 6. Paris: Maulde & Renon, 1851, S. 153–569